# Hacıqədirli (Şamaxı)
Hacıqədirli è un comune dell'Azerbaigian situato nel distretto di Şamaxı. Conta una popolazione di 514 abitanti.